# Agricultores del Norte 1ra. Sección
Agricultores del Norte 1ra. Sección är en ort i Mexiko.   Den ligger i kommunen Balancán och delstaten Tabasco, i den sydöstra delen av landet, 900 km öster om huvudstaden Mexico City. Agricultores del Norte 1ra. Sección ligger 66 meter över havet och antalet invånare är 268.
Terrängen runt Agricultores del Norte 1ra. Sección är platt. Runt Agricultores del Norte 1ra. Sección är det glesbefolkat, med 20 invånare per kvadratkilometer. Närmaste större samhälle är El Triunfo, 8,5 km väster om Agricultores del Norte 1ra. Sección. Omgivningarna runt Agricultores del Norte 1ra. Sección är en mosaik av jordbruksmark och naturlig växtlighet.